# 麻虎乡
麻虎乡是中国陕西省安康市白河县下辖的一个乡。

## 行政区划
麻虎乡下辖以下行政区：
康银村、南沟村、金银村、兴坪村、太和村、松树村